# Corinebacterínia
El Corynebacterineae és un subordre Actinomicetal que inclou a la majoria dels bacteris àcid-resistents. Són bacteris Gram positiu amb contingut GC alt. Causen la tuberculosi i la lepra.